# Alþýðublaðið
Das Alþýðublaðið („Volksblatt“) war eine Zeitung in Island.
Sie wurde von der Sozialdemokratischen Partei Islands (isl. Alþýðuflokkurinn) zwischen dem 29. Oktober 1919 und dem 2. Oktober 1998 herausgegeben. Zum Anfang erschien das Blatt sechsmal in der Woche, zum Schluss nur noch einmal im Monat.